# Giovanni Battista Caprara
Pour les articles homonymes, voir Caprara.
Giovanni Battista Caprara, cardinal italien, archevêque de Milan, est né à Bologne en 1733, et mort à Paris en 1810.

## Biographie
Vice-légat à Ravenne (1758), il est nommé archevêque titulaire d'Iconium (de) et nonce apostolique à Cologne en 1766. Il devient nonce à Cologne (1767), Lucerne (1775) puis Vienne (1785-1792) et est créé cardinal en 1792 par Pie VI. 
Camerlingue du Sacré Collège en 1794 et 1795, il est transféré au diocèse de Jesi, avec titre personnel d'archevêque en 1800.
Ayant remplit avec succès plusieurs missions importantes sous Benoît XIV et Clément XIII, il est nommé en 1801 par Pie VII légat a latere auprès du gouvernement français ; en cette qualité, il assiste à la publication du Concordat conclu précédemment entre le cardinal Consalvi au nom du pape, et le premier consul, qui rétablissait en France le culte catholique ; il outrepassera ses pouvoirs dans le sens de la conciliation avec Bonaparte, qui était sa ligne de conduite (1). 
Archevêque de Milan en 1802, il couronne en cette ville Napoléon comme roi d'italie, le 26 mai 1805 (6 prairial an XIII).
Mort à Paris en 1810, il est le premier étranger à être inhumé en l’église Sainte-Geneviève, devenue  Panthéon. Son cœur est toutefois déposé dans la cathédrale de Milan. 
Sous le Second Empire, le corps du cardinal est réclamé par sa famille et quitte Paris pour Rome le 22 août 1861.

## Succession apostolique
Giovanni Battista Caprara a ordonné les évêques suivants :
- Évêque Franz Dionys von Rost (de) (1777)
- Évêque Giuseppe Bertieri (it), O.A.D. (1790)
- Archevêque Giuseppe Angeluni (de), O.S.B.M. (1795)
- Évêque Vincenzo Maria Maggioli, O.P. (1795)
- Évêque Giuseppe Maria Peruzzi (it) (1795)
- Évêque Marco Antonio Moscardini (1796)
- Évêque Francesco Pietro Raccamarich (it) (1796)
- Évêque Antonio David (1796)
- Évêque Gennaro Carelli (1797)
- Cardinal Étienne Hubert de Cambacérès (1802)
- Évêque Étienne-Alexandre Bernier (1802)
- Évêque Antoine-Xavier Maynaud de Pancemont (1802)
- Cardinal Joseph Fesch (1802)
- Évêque Maurice-Jean de Broglie (1805)
- Évêque François-Melchior-Charles-Bienvenu de Miollis (1806)